# Viswanathan Anand
Viswanathan Anand (tiếng Tamil: விசுவநாதன் ஆனந்த், tiếng Việt: Vít-va-na-than A-nan, sinh ngày 11 tháng 12 năm 1969) là một Đại kiện tướng Quốc tế cờ vua Ấn Độ và là một cựu vua cờ.
Anand trở thành Vô địch cờ vua thế giới của FIDE vào năm 2000, tại thời điểm chức Vô địch thế giới bị phân chia. Sau khi giành chiến thắng tại giải Vô địch cờ vua thế giới năm 2007, Anand đã được coi là nhà vô địch thế giới chính thức. Anh bảo vệ danh hiệu này trong giải Vô địch cờ vua thế giới năm 2008 khi đấu với Vladimir Kramnik vào tháng 10 và tháng 11 năm 2008. Anh mất chức vô địch khi thua kỳ thủ Magnus Carlsen năm 2013.
Anand là kỳ thủ thứ tư trong lịch sử đã vượt qua ngưỡng ELO 2800 trên bảng xếp hạng FIDE (3 người trước là Kasparov, Topalov và Kramnik). Anh đã đứng đầu bảng xếp hạng này 5 trong 6 lần từ tháng 4 năm 2007 tới tháng 7 năm 2008. Vào tháng 10 năm 2008 Anand tụt xuống vị trí thứ 5, ra ngoài top 3 lần đầu tiên kể từ tháng 7 năm 1996. Trong bảng xếp hạng mới nhất của FIDE, anh xếp số 1 Ấn Độ .

## Kỳ thủ cờ vua

### Giai đoạn đầu
- 1983: giành giải vô địch toàn Ấn Độ cho lứa tuổi trẻ năm 14 tuổi với 9 thắng, 0 thua.
- 1984: đạt chuẩn Kiện tướng Quốc tế khi mới 15 tuổi.
- 1985: giành giải vô địch toàn Ấn Độ khi mới 16 tuổi.
- 1987: giành giải vô địch trẻ toàn thế giới khi 18 tuổi.
- 1988: đạt chuẩn Đại kiện tướng Quốc tế

Năm 1991 Anand trở nên nổi tiếng tầm cỡ thế giới khi vô địch giải cờ Reggio Emilia, đứng trên cả Garry Kasparov và Anatoly Karpov.
Trong vòng đấu ứng cử viên tranh chức vô địch thế giới năm 1993 Anand lọt vào 8 người đấu đối kháng lần đầu tiên, thắng ván đầu nhưng cuối cùng thua Anatoly Karpov sít sao tại trận tứ kết.
Trong 2 năm 1994-95 Anand và Gata Kamsky thống trị vòng loại của hai giải cờ tranh chức vô địch thế giới cạnh tranh nhau FIDE và PCA. Tại vòng loại của FIDE, Anand thua Kamsky trong trận tứ kết sau khi dẫn bàn sớm. Kamsky đi tiếp tới trận chung kết tranh chức vô địch với Karpov.
Tại vòng loại của PCA 1995, Anand thắng các đấu thủ Oleg Romanishin và Michael Adams mà không để thua ván nào, và trả thù được trận thua tại vòng loại FIDE khi đánh bại Gata Kamsky trong trận chung kết để trở thành người thách đấu. Trong năm 1995, anh thi đấu trận Vô địch thế giới của PCA với Garry Kasparov tại World Trade Center ở thành phố New York. Sau tám ván hòa liên tiếp (kỷ lục trong các trận đấu tranh chức vô địch thế giới), Anand thắng ván thứ chín với đòn đổi quân hiệu quả, nhưng trong năm ván sau đó Anand thua bốn ván và thua cả trận với tỷ số 10.5 - 7.5.

### Vô địch cờ vua thế giới
Sau vài lần không thành công, cuối cùng Anand cũng giành được ngôi vô địch thế giới của FIDE năm 2000 sau khi thắng Alexei Shirov 3.5 - 0.5 trong trận chung kết tổ chức tại Tehran, trở thành người Ấn Độ đầu tiên đoạt ngôi vị này. Đến năm 2002 Anand mất ngôi vô địch vào tay Ruslan Ponomariov.
Anand đứng thứ nhì cùng với Peter Svidler trong giải vô địch thế giới của FIDE năm 2005 với 8.5 điểm sau 14 ván, kém 1.5 điểm so với nhà vô địch Veselin Topalov.
Vào tháng 9/2007 Anand trở thành Vô địch thế giới một lần nữa khi thắng giải Vô địch thế giới 2007 của FIDE tổ chức tại Mexico City. Anh thắng giải vòng tròn hai lượt đó với 9 điểm trong 14 ván, 1 điểm trên 2 người đứng thứ hai là Vladimir Kramnik và Boris Gelfand. Đây là ngôi vô địch thế giới đầu tiên thông qua đấu giải thay vì đấu trận kể từ 1948 với Mikhail Botvinnik.
Anand bảo vệ được ngôi vô địch khi đấu với Kramnik trong trận tranh ngôi vô địch năm 2008 tại Bonn. Vào tháng 10/2007, Anand nói rằng anh thích hình thức đấu giải vô địch hơn là đấu trận 12-24 ván, và nói rằng quyền của Kramnik được thách đấu với nhà vô địch là "nực cười".
Tháng 5 năm 2012, trong trận đấu được tổ chức ở Moskva, Anand bảo vệ thành công ngôi vua cờ khi vượt qua nhà thách đấu Boris Gelfand với tỉ số hòa 6–6 sau 12 ván cờ tiêu chuẩn (+1 =10 –1) và 2½–1½ ở 4 ván cờ nhanh (+1 =3). Nhà vô địch nhận được 1,53 triệu đô la, tương ứng 60% tiền thưởng .

### Vô địch cờ nhanh thế giới
Vào tháng mười 2003, FIDE tổ chức giải vô địch cờ nhanh thế giới giữa 12 kỳ thủ hàng đầu thế giới tại Cap d'Agde. Mỗi kỳ thủ có 25 phút cả ván cờ + 10 giây sau mỗi nước đi. Anand vô địch giải này, hạ Kramnik trong trận chung kết.
Anh cũng đã vô địch các giải cờ nhanh khác: 
- Corsica (1999-2005)
- Chess Classic (2000-2008)
- Leon 2005
- Eurotel 2002
- Fujitsu Giants 2002
- Melody Amber (5 lần – riêng phần cờ nhanh là 7 lần).

### Các kết quả khác
Anand thắng liên tiếp 3 giải Advanced Chess tổ chức tại Leon, Tây Ban Nha sau khi Garry Kasparov giới thiệu hình thức chơi cờ có tham khảo máy tính này vào năm 1998.
Anand giành giải thưởng Chess Oscar các năm 1997, 1998, 2003, 2004, and 2007. Giải này được trao tặng cho kỳ thủ xuất sắc nhất trong năm của tạp chí cờ Nga 64.
Anand chiến thắng trong các giải nổi tiếng khác:
- Giải cờ vua Corus 2006 (đồng giải nhất với Veselin Topalov)
- Dortmund 2004
- Linares 2007 và 2008.
- Monaco Amber Blindfold 1994, 1997, 2003, 2005 and 2006.
- Giải cờ nhanh Grenkeleasing 2007, thắng Levon Aronian trong trận chung kết.

## Ván cờ điển hình
|   | a | b | c | d | e | f | g | h |   |
| 8 | c8 black bishop · e8 black rook · f8 black bishop · h8 black king · c7 black rook · f7 black pawn · g7 black pawn · h7 black pawn · a6 black knight · d6 black pawn · d5 white pawn · g5 white pawn · h5 white knight · d4 white knight · e4 white pawn · f4 white queen · c3 black pawn · g3 white rook · h3 white pawn · b2 black queen · f2 white pawn · g2 white king · b1 white bishop · d1 white rook | c8 black bishop · e8 black rook · f8 black bishop · h8 black king · c7 black rook · f7 black pawn · g7 black pawn · h7 black pawn · a6 black knight · d6 black pawn · d5 white pawn · g5 white pawn · h5 white knight · d4 white knight · e4 white pawn · f4 white queen · c3 black pawn · g3 white rook · h3 white pawn · b2 black queen · f2 white pawn · g2 white king · b1 white bishop · d1 white rook | c8 black bishop · e8 black rook · f8 black bishop · h8 black king · c7 black rook · f7 black pawn · g7 black pawn · h7 black pawn · a6 black knight · d6 black pawn · d5 white pawn · g5 white pawn · h5 white knight · d4 white knight · e4 white pawn · f4 white queen · c3 black pawn · g3 white rook · h3 white pawn · b2 black queen · f2 white pawn · g2 white king · b1 white bishop · d1 white rook | c8 black bishop · e8 black rook · f8 black bishop · h8 black king · c7 black rook · f7 black pawn · g7 black pawn · h7 black pawn · a6 black knight · d6 black pawn · d5 white pawn · g5 white pawn · h5 white knight · d4 white knight · e4 white pawn · f4 white queen · c3 black pawn · g3 white rook · h3 white pawn · b2 black queen · f2 white pawn · g2 white king · b1 white bishop · d1 white rook | c8 black bishop · e8 black rook · f8 black bishop · h8 black king · c7 black rook · f7 black pawn · g7 black pawn · h7 black pawn · a6 black knight · d6 black pawn · d5 white pawn · g5 white pawn · h5 white knight · d4 white knight · e4 white pawn · f4 white queen · c3 black pawn · g3 white rook · h3 white pawn · b2 black queen · f2 white pawn · g2 white king · b1 white bishop · d1 white rook | c8 black bishop · e8 black rook · f8 black bishop · h8 black king · c7 black rook · f7 black pawn · g7 black pawn · h7 black pawn · a6 black knight · d6 black pawn · d5 white pawn · g5 white pawn · h5 white knight · d4 white knight · e4 white pawn · f4 white queen · c3 black pawn · g3 white rook · h3 white pawn · b2 black queen · f2 white pawn · g2 white king · b1 white bishop · d1 white rook | c8 black bishop · e8 black rook · f8 black bishop · h8 black king · c7 black rook · f7 black pawn · g7 black pawn · h7 black pawn · a6 black knight · d6 black pawn · d5 white pawn · g5 white pawn · h5 white knight · d4 white knight · e4 white pawn · f4 white queen · c3 black pawn · g3 white rook · h3 white pawn · b2 black queen · f2 white pawn · g2 white king · b1 white bishop · d1 white rook | c8 black bishop · e8 black rook · f8 black bishop · h8 black king · c7 black rook · f7 black pawn · g7 black pawn · h7 black pawn · a6 black knight · d6 black pawn · d5 white pawn · g5 white pawn · h5 white knight · d4 white knight · e4 white pawn · f4 white queen · c3 black pawn · g3 white rook · h3 white pawn · b2 black queen · f2 white pawn · g2 white king · b1 white bishop · d1 white rook | 8 |
| 7 | c8 black bishop · e8 black rook · f8 black bishop · h8 black king · c7 black rook · f7 black pawn · g7 black pawn · h7 black pawn · a6 black knight · d6 black pawn · d5 white pawn · g5 white pawn · h5 white knight · d4 white knight · e4 white pawn · f4 white queen · c3 black pawn · g3 white rook · h3 white pawn · b2 black queen · f2 white pawn · g2 white king · b1 white bishop · d1 white rook | c8 black bishop · e8 black rook · f8 black bishop · h8 black king · c7 black rook · f7 black pawn · g7 black pawn · h7 black pawn · a6 black knight · d6 black pawn · d5 white pawn · g5 white pawn · h5 white knight · d4 white knight · e4 white pawn · f4 white queen · c3 black pawn · g3 white rook · h3 white pawn · b2 black queen · f2 white pawn · g2 white king · b1 white bishop · d1 white rook | c8 black bishop · e8 black rook · f8 black bishop · h8 black king · c7 black rook · f7 black pawn · g7 black pawn · h7 black pawn · a6 black knight · d6 black pawn · d5 white pawn · g5 white pawn · h5 white knight · d4 white knight · e4 white pawn · f4 white queen · c3 black pawn · g3 white rook · h3 white pawn · b2 black queen · f2 white pawn · g2 white king · b1 white bishop · d1 white rook | c8 black bishop · e8 black rook · f8 black bishop · h8 black king · c7 black rook · f7 black pawn · g7 black pawn · h7 black pawn · a6 black knight · d6 black pawn · d5 white pawn · g5 white pawn · h5 white knight · d4 white knight · e4 white pawn · f4 white queen · c3 black pawn · g3 white rook · h3 white pawn · b2 black queen · f2 white pawn · g2 white king · b1 white bishop · d1 white rook | c8 black bishop · e8 black rook · f8 black bishop · h8 black king · c7 black rook · f7 black pawn · g7 black pawn · h7 black pawn · a6 black knight · d6 black pawn · d5 white pawn · g5 white pawn · h5 white knight · d4 white knight · e4 white pawn · f4 white queen · c3 black pawn · g3 white rook · h3 white pawn · b2 black queen · f2 white pawn · g2 white king · b1 white bishop · d1 white rook | c8 black bishop · e8 black rook · f8 black bishop · h8 black king · c7 black rook · f7 black pawn · g7 black pawn · h7 black pawn · a6 black knight · d6 black pawn · d5 white pawn · g5 white pawn · h5 white knight · d4 white knight · e4 white pawn · f4 white queen · c3 black pawn · g3 white rook · h3 white pawn · b2 black queen · f2 white pawn · g2 white king · b1 white bishop · d1 white rook | c8 black bishop · e8 black rook · f8 black bishop · h8 black king · c7 black rook · f7 black pawn · g7 black pawn · h7 black pawn · a6 black knight · d6 black pawn · d5 white pawn · g5 white pawn · h5 white knight · d4 white knight · e4 white pawn · f4 white queen · c3 black pawn · g3 white rook · h3 white pawn · b2 black queen · f2 white pawn · g2 white king · b1 white bishop · d1 white rook | c8 black bishop · e8 black rook · f8 black bishop · h8 black king · c7 black rook · f7 black pawn · g7 black pawn · h7 black pawn · a6 black knight · d6 black pawn · d5 white pawn · g5 white pawn · h5 white knight · d4 white knight · e4 white pawn · f4 white queen · c3 black pawn · g3 white rook · h3 white pawn · b2 black queen · f2 white pawn · g2 white king · b1 white bishop · d1 white rook | 7 |
| 6 | c8 black bishop · e8 black rook · f8 black bishop · h8 black king · c7 black rook · f7 black pawn · g7 black pawn · h7 black pawn · a6 black knight · d6 black pawn · d5 white pawn · g5 white pawn · h5 white knight · d4 white knight · e4 white pawn · f4 white queen · c3 black pawn · g3 white rook · h3 white pawn · b2 black queen · f2 white pawn · g2 white king · b1 white bishop · d1 white rook | c8 black bishop · e8 black rook · f8 black bishop · h8 black king · c7 black rook · f7 black pawn · g7 black pawn · h7 black pawn · a6 black knight · d6 black pawn · d5 white pawn · g5 white pawn · h5 white knight · d4 white knight · e4 white pawn · f4 white queen · c3 black pawn · g3 white rook · h3 white pawn · b2 black queen · f2 white pawn · g2 white king · b1 white bishop · d1 white rook | c8 black bishop · e8 black rook · f8 black bishop · h8 black king · c7 black rook · f7 black pawn · g7 black pawn · h7 black pawn · a6 black knight · d6 black pawn · d5 white pawn · g5 white pawn · h5 white knight · d4 white knight · e4 white pawn · f4 white queen · c3 black pawn · g3 white rook · h3 white pawn · b2 black queen · f2 white pawn · g2 white king · b1 white bishop · d1 white rook | c8 black bishop · e8 black rook · f8 black bishop · h8 black king · c7 black rook · f7 black pawn · g7 black pawn · h7 black pawn · a6 black knight · d6 black pawn · d5 white pawn · g5 white pawn · h5 white knight · d4 white knight · e4 white pawn · f4 white queen · c3 black pawn · g3 white rook · h3 white pawn · b2 black queen · f2 white pawn · g2 white king · b1 white bishop · d1 white rook | c8 black bishop · e8 black rook · f8 black bishop · h8 black king · c7 black rook · f7 black pawn · g7 black pawn · h7 black pawn · a6 black knight · d6 black pawn · d5 white pawn · g5 white pawn · h5 white knight · d4 white knight · e4 white pawn · f4 white queen · c3 black pawn · g3 white rook · h3 white pawn · b2 black queen · f2 white pawn · g2 white king · b1 white bishop · d1 white rook | c8 black bishop · e8 black rook · f8 black bishop · h8 black king · c7 black rook · f7 black pawn · g7 black pawn · h7 black pawn · a6 black knight · d6 black pawn · d5 white pawn · g5 white pawn · h5 white knight · d4 white knight · e4 white pawn · f4 white queen · c3 black pawn · g3 white rook · h3 white pawn · b2 black queen · f2 white pawn · g2 white king · b1 white bishop · d1 white rook | c8 black bishop · e8 black rook · f8 black bishop · h8 black king · c7 black rook · f7 black pawn · g7 black pawn · h7 black pawn · a6 black knight · d6 black pawn · d5 white pawn · g5 white pawn · h5 white knight · d4 white knight · e4 white pawn · f4 white queen · c3 black pawn · g3 white rook · h3 white pawn · b2 black queen · f2 white pawn · g2 white king · b1 white bishop · d1 white rook | c8 black bishop · e8 black rook · f8 black bishop · h8 black king · c7 black rook · f7 black pawn · g7 black pawn · h7 black pawn · a6 black knight · d6 black pawn · d5 white pawn · g5 white pawn · h5 white knight · d4 white knight · e4 white pawn · f4 white queen · c3 black pawn · g3 white rook · h3 white pawn · b2 black queen · f2 white pawn · g2 white king · b1 white bishop · d1 white rook | 6 |
| 5 | c8 black bishop · e8 black rook · f8 black bishop · h8 black king · c7 black rook · f7 black pawn · g7 black pawn · h7 black pawn · a6 black knight · d6 black pawn · d5 white pawn · g5 white pawn · h5 white knight · d4 white knight · e4 white pawn · f4 white queen · c3 black pawn · g3 white rook · h3 white pawn · b2 black queen · f2 white pawn · g2 white king · b1 white bishop · d1 white rook | c8 black bishop · e8 black rook · f8 black bishop · h8 black king · c7 black rook · f7 black pawn · g7 black pawn · h7 black pawn · a6 black knight · d6 black pawn · d5 white pawn · g5 white pawn · h5 white knight · d4 white knight · e4 white pawn · f4 white queen · c3 black pawn · g3 white rook · h3 white pawn · b2 black queen · f2 white pawn · g2 white king · b1 white bishop · d1 white rook | c8 black bishop · e8 black rook · f8 black bishop · h8 black king · c7 black rook · f7 black pawn · g7 black pawn · h7 black pawn · a6 black knight · d6 black pawn · d5 white pawn · g5 white pawn · h5 white knight · d4 white knight · e4 white pawn · f4 white queen · c3 black pawn · g3 white rook · h3 white pawn · b2 black queen · f2 white pawn · g2 white king · b1 white bishop · d1 white rook | c8 black bishop · e8 black rook · f8 black bishop · h8 black king · c7 black rook · f7 black pawn · g7 black pawn · h7 black pawn · a6 black knight · d6 black pawn · d5 white pawn · g5 white pawn · h5 white knight · d4 white knight · e4 white pawn · f4 white queen · c3 black pawn · g3 white rook · h3 white pawn · b2 black queen · f2 white pawn · g2 white king · b1 white bishop · d1 white rook | c8 black bishop · e8 black rook · f8 black bishop · h8 black king · c7 black rook · f7 black pawn · g7 black pawn · h7 black pawn · a6 black knight · d6 black pawn · d5 white pawn · g5 white pawn · h5 white knight · d4 white knight · e4 white pawn · f4 white queen · c3 black pawn · g3 white rook · h3 white pawn · b2 black queen · f2 white pawn · g2 white king · b1 white bishop · d1 white rook | c8 black bishop · e8 black rook · f8 black bishop · h8 black king · c7 black rook · f7 black pawn · g7 black pawn · h7 black pawn · a6 black knight · d6 black pawn · d5 white pawn · g5 white pawn · h5 white knight · d4 white knight · e4 white pawn · f4 white queen · c3 black pawn · g3 white rook · h3 white pawn · b2 black queen · f2 white pawn · g2 white king · b1 white bishop · d1 white rook | c8 black bishop · e8 black rook · f8 black bishop · h8 black king · c7 black rook · f7 black pawn · g7 black pawn · h7 black pawn · a6 black knight · d6 black pawn · d5 white pawn · g5 white pawn · h5 white knight · d4 white knight · e4 white pawn · f4 white queen · c3 black pawn · g3 white rook · h3 white pawn · b2 black queen · f2 white pawn · g2 white king · b1 white bishop · d1 white rook | c8 black bishop · e8 black rook · f8 black bishop · h8 black king · c7 black rook · f7 black pawn · g7 black pawn · h7 black pawn · a6 black knight · d6 black pawn · d5 white pawn · g5 white pawn · h5 white knight · d4 white knight · e4 white pawn · f4 white queen · c3 black pawn · g3 white rook · h3 white pawn · b2 black queen · f2 white pawn · g2 white king · b1 white bishop · d1 white rook | 5 |
| 4 | c8 black bishop · e8 black rook · f8 black bishop · h8 black king · c7 black rook · f7 black pawn · g7 black pawn · h7 black pawn · a6 black knight · d6 black pawn · d5 white pawn · g5 white pawn · h5 white knight · d4 white knight · e4 white pawn · f4 white queen · c3 black pawn · g3 white rook · h3 white pawn · b2 black queen · f2 white pawn · g2 white king · b1 white bishop · d1 white rook | c8 black bishop · e8 black rook · f8 black bishop · h8 black king · c7 black rook · f7 black pawn · g7 black pawn · h7 black pawn · a6 black knight · d6 black pawn · d5 white pawn · g5 white pawn · h5 white knight · d4 white knight · e4 white pawn · f4 white queen · c3 black pawn · g3 white rook · h3 white pawn · b2 black queen · f2 white pawn · g2 white king · b1 white bishop · d1 white rook | c8 black bishop · e8 black rook · f8 black bishop · h8 black king · c7 black rook · f7 black pawn · g7 black pawn · h7 black pawn · a6 black knight · d6 black pawn · d5 white pawn · g5 white pawn · h5 white knight · d4 white knight · e4 white pawn · f4 white queen · c3 black pawn · g3 white rook · h3 white pawn · b2 black queen · f2 white pawn · g2 white king · b1 white bishop · d1 white rook | c8 black bishop · e8 black rook · f8 black bishop · h8 black king · c7 black rook · f7 black pawn · g7 black pawn · h7 black pawn · a6 black knight · d6 black pawn · d5 white pawn · g5 white pawn · h5 white knight · d4 white knight · e4 white pawn · f4 white queen · c3 black pawn · g3 white rook · h3 white pawn · b2 black queen · f2 white pawn · g2 white king · b1 white bishop · d1 white rook | c8 black bishop · e8 black rook · f8 black bishop · h8 black king · c7 black rook · f7 black pawn · g7 black pawn · h7 black pawn · a6 black knight · d6 black pawn · d5 white pawn · g5 white pawn · h5 white knight · d4 white knight · e4 white pawn · f4 white queen · c3 black pawn · g3 white rook · h3 white pawn · b2 black queen · f2 white pawn · g2 white king · b1 white bishop · d1 white rook | c8 black bishop · e8 black rook · f8 black bishop · h8 black king · c7 black rook · f7 black pawn · g7 black pawn · h7 black pawn · a6 black knight · d6 black pawn · d5 white pawn · g5 white pawn · h5 white knight · d4 white knight · e4 white pawn · f4 white queen · c3 black pawn · g3 white rook · h3 white pawn · b2 black queen · f2 white pawn · g2 white king · b1 white bishop · d1 white rook | c8 black bishop · e8 black rook · f8 black bishop · h8 black king · c7 black rook · f7 black pawn · g7 black pawn · h7 black pawn · a6 black knight · d6 black pawn · d5 white pawn · g5 white pawn · h5 white knight · d4 white knight · e4 white pawn · f4 white queen · c3 black pawn · g3 white rook · h3 white pawn · b2 black queen · f2 white pawn · g2 white king · b1 white bishop · d1 white rook | c8 black bishop · e8 black rook · f8 black bishop · h8 black king · c7 black rook · f7 black pawn · g7 black pawn · h7 black pawn · a6 black knight · d6 black pawn · d5 white pawn · g5 white pawn · h5 white knight · d4 white knight · e4 white pawn · f4 white queen · c3 black pawn · g3 white rook · h3 white pawn · b2 black queen · f2 white pawn · g2 white king · b1 white bishop · d1 white rook | 4 |
| 3 | c8 black bishop · e8 black rook · f8 black bishop · h8 black king · c7 black rook · f7 black pawn · g7 black pawn · h7 black pawn · a6 black knight · d6 black pawn · d5 white pawn · g5 white pawn · h5 white knight · d4 white knight · e4 white pawn · f4 white queen · c3 black pawn · g3 white rook · h3 white pawn · b2 black queen · f2 white pawn · g2 white king · b1 white bishop · d1 white rook | c8 black bishop · e8 black rook · f8 black bishop · h8 black king · c7 black rook · f7 black pawn · g7 black pawn · h7 black pawn · a6 black knight · d6 black pawn · d5 white pawn · g5 white pawn · h5 white knight · d4 white knight · e4 white pawn · f4 white queen · c3 black pawn · g3 white rook · h3 white pawn · b2 black queen · f2 white pawn · g2 white king · b1 white bishop · d1 white rook | c8 black bishop · e8 black rook · f8 black bishop · h8 black king · c7 black rook · f7 black pawn · g7 black pawn · h7 black pawn · a6 black knight · d6 black pawn · d5 white pawn · g5 white pawn · h5 white knight · d4 white knight · e4 white pawn · f4 white queen · c3 black pawn · g3 white rook · h3 white pawn · b2 black queen · f2 white pawn · g2 white king · b1 white bishop · d1 white rook | c8 black bishop · e8 black rook · f8 black bishop · h8 black king · c7 black rook · f7 black pawn · g7 black pawn · h7 black pawn · a6 black knight · d6 black pawn · d5 white pawn · g5 white pawn · h5 white knight · d4 white knight · e4 white pawn · f4 white queen · c3 black pawn · g3 white rook · h3 white pawn · b2 black queen · f2 white pawn · g2 white king · b1 white bishop · d1 white rook | c8 black bishop · e8 black rook · f8 black bishop · h8 black king · c7 black rook · f7 black pawn · g7 black pawn · h7 black pawn · a6 black knight · d6 black pawn · d5 white pawn · g5 white pawn · h5 white knight · d4 white knight · e4 white pawn · f4 white queen · c3 black pawn · g3 white rook · h3 white pawn · b2 black queen · f2 white pawn · g2 white king · b1 white bishop · d1 white rook | c8 black bishop · e8 black rook · f8 black bishop · h8 black king · c7 black rook · f7 black pawn · g7 black pawn · h7 black pawn · a6 black knight · d6 black pawn · d5 white pawn · g5 white pawn · h5 white knight · d4 white knight · e4 white pawn · f4 white queen · c3 black pawn · g3 white rook · h3 white pawn · b2 black queen · f2 white pawn · g2 white king · b1 white bishop · d1 white rook | c8 black bishop · e8 black rook · f8 black bishop · h8 black king · c7 black rook · f7 black pawn · g7 black pawn · h7 black pawn · a6 black knight · d6 black pawn · d5 white pawn · g5 white pawn · h5 white knight · d4 white knight · e4 white pawn · f4 white queen · c3 black pawn · g3 white rook · h3 white pawn · b2 black queen · f2 white pawn · g2 white king · b1 white bishop · d1 white rook | c8 black bishop · e8 black rook · f8 black bishop · h8 black king · c7 black rook · f7 black pawn · g7 black pawn · h7 black pawn · a6 black knight · d6 black pawn · d5 white pawn · g5 white pawn · h5 white knight · d4 white knight · e4 white pawn · f4 white queen · c3 black pawn · g3 white rook · h3 white pawn · b2 black queen · f2 white pawn · g2 white king · b1 white bishop · d1 white rook | 3 |
| 2 | c8 black bishop · e8 black rook · f8 black bishop · h8 black king · c7 black rook · f7 black pawn · g7 black pawn · h7 black pawn · a6 black knight · d6 black pawn · d5 white pawn · g5 white pawn · h5 white knight · d4 white knight · e4 white pawn · f4 white queen · c3 black pawn · g3 white rook · h3 white pawn · b2 black queen · f2 white pawn · g2 white king · b1 white bishop · d1 white rook | c8 black bishop · e8 black rook · f8 black bishop · h8 black king · c7 black rook · f7 black pawn · g7 black pawn · h7 black pawn · a6 black knight · d6 black pawn · d5 white pawn · g5 white pawn · h5 white knight · d4 white knight · e4 white pawn · f4 white queen · c3 black pawn · g3 white rook · h3 white pawn · b2 black queen · f2 white pawn · g2 white king · b1 white bishop · d1 white rook | c8 black bishop · e8 black rook · f8 black bishop · h8 black king · c7 black rook · f7 black pawn · g7 black pawn · h7 black pawn · a6 black knight · d6 black pawn · d5 white pawn · g5 white pawn · h5 white knight · d4 white knight · e4 white pawn · f4 white queen · c3 black pawn · g3 white rook · h3 white pawn · b2 black queen · f2 white pawn · g2 white king · b1 white bishop · d1 white rook | c8 black bishop · e8 black rook · f8 black bishop · h8 black king · c7 black rook · f7 black pawn · g7 black pawn · h7 black pawn · a6 black knight · d6 black pawn · d5 white pawn · g5 white pawn · h5 white knight · d4 white knight · e4 white pawn · f4 white queen · c3 black pawn · g3 white rook · h3 white pawn · b2 black queen · f2 white pawn · g2 white king · b1 white bishop · d1 white rook | c8 black bishop · e8 black rook · f8 black bishop · h8 black king · c7 black rook · f7 black pawn · g7 black pawn · h7 black pawn · a6 black knight · d6 black pawn · d5 white pawn · g5 white pawn · h5 white knight · d4 white knight · e4 white pawn · f4 white queen · c3 black pawn · g3 white rook · h3 white pawn · b2 black queen · f2 white pawn · g2 white king · b1 white bishop · d1 white rook | c8 black bishop · e8 black rook · f8 black bishop · h8 black king · c7 black rook · f7 black pawn · g7 black pawn · h7 black pawn · a6 black knight · d6 black pawn · d5 white pawn · g5 white pawn · h5 white knight · d4 white knight · e4 white pawn · f4 white queen · c3 black pawn · g3 white rook · h3 white pawn · b2 black queen · f2 white pawn · g2 white king · b1 white bishop · d1 white rook | c8 black bishop · e8 black rook · f8 black bishop · h8 black king · c7 black rook · f7 black pawn · g7 black pawn · h7 black pawn · a6 black knight · d6 black pawn · d5 white pawn · g5 white pawn · h5 white knight · d4 white knight · e4 white pawn · f4 white queen · c3 black pawn · g3 white rook · h3 white pawn · b2 black queen · f2 white pawn · g2 white king · b1 white bishop · d1 white rook | c8 black bishop · e8 black rook · f8 black bishop · h8 black king · c7 black rook · f7 black pawn · g7 black pawn · h7 black pawn · a6 black knight · d6 black pawn · d5 white pawn · g5 white pawn · h5 white knight · d4 white knight · e4 white pawn · f4 white queen · c3 black pawn · g3 white rook · h3 white pawn · b2 black queen · f2 white pawn · g2 white king · b1 white bishop · d1 white rook | 2 |
| 1 | c8 black bishop · e8 black rook · f8 black bishop · h8 black king · c7 black rook · f7 black pawn · g7 black pawn · h7 black pawn · a6 black knight · d6 black pawn · d5 white pawn · g5 white pawn · h5 white knight · d4 white knight · e4 white pawn · f4 white queen · c3 black pawn · g3 white rook · h3 white pawn · b2 black queen · f2 white pawn · g2 white king · b1 white bishop · d1 white rook | c8 black bishop · e8 black rook · f8 black bishop · h8 black king · c7 black rook · f7 black pawn · g7 black pawn · h7 black pawn · a6 black knight · d6 black pawn · d5 white pawn · g5 white pawn · h5 white knight · d4 white knight · e4 white pawn · f4 white queen · c3 black pawn · g3 white rook · h3 white pawn · b2 black queen · f2 white pawn · g2 white king · b1 white bishop · d1 white rook | c8 black bishop · e8 black rook · f8 black bishop · h8 black king · c7 black rook · f7 black pawn · g7 black pawn · h7 black pawn · a6 black knight · d6 black pawn · d5 white pawn · g5 white pawn · h5 white knight · d4 white knight · e4 white pawn · f4 white queen · c3 black pawn · g3 white rook · h3 white pawn · b2 black queen · f2 white pawn · g2 white king · b1 white bishop · d1 white rook | c8 black bishop · e8 black rook · f8 black bishop · h8 black king · c7 black rook · f7 black pawn · g7 black pawn · h7 black pawn · a6 black knight · d6 black pawn · d5 white pawn · g5 white pawn · h5 white knight · d4 white knight · e4 white pawn · f4 white queen · c3 black pawn · g3 white rook · h3 white pawn · b2 black queen · f2 white pawn · g2 white king · b1 white bishop · d1 white rook | c8 black bishop · e8 black rook · f8 black bishop · h8 black king · c7 black rook · f7 black pawn · g7 black pawn · h7 black pawn · a6 black knight · d6 black pawn · d5 white pawn · g5 white pawn · h5 white knight · d4 white knight · e4 white pawn · f4 white queen · c3 black pawn · g3 white rook · h3 white pawn · b2 black queen · f2 white pawn · g2 white king · b1 white bishop · d1 white rook | c8 black bishop · e8 black rook · f8 black bishop · h8 black king · c7 black rook · f7 black pawn · g7 black pawn · h7 black pawn · a6 black knight · d6 black pawn · d5 white pawn · g5 white pawn · h5 white knight · d4 white knight · e4 white pawn · f4 white queen · c3 black pawn · g3 white rook · h3 white pawn · b2 black queen · f2 white pawn · g2 white king · b1 white bishop · d1 white rook | c8 black bishop · e8 black rook · f8 black bishop · h8 black king · c7 black rook · f7 black pawn · g7 black pawn · h7 black pawn · a6 black knight · d6 black pawn · d5 white pawn · g5 white pawn · h5 white knight · d4 white knight · e4 white pawn · f4 white queen · c3 black pawn · g3 white rook · h3 white pawn · b2 black queen · f2 white pawn · g2 white king · b1 white bishop · d1 white rook | c8 black bishop · e8 black rook · f8 black bishop · h8 black king · c7 black rook · f7 black pawn · g7 black pawn · h7 black pawn · a6 black knight · d6 black pawn · d5 white pawn · g5 white pawn · h5 white knight · d4 white knight · e4 white pawn · f4 white queen · c3 black pawn · g3 white rook · h3 white pawn · b2 black queen · f2 white pawn · g2 white king · b1 white bishop · d1 white rook | 1 |
|   | a | b | c | d | e | f | g | h |   |

Trên con đường giành chức vô địch thế giới của FIDE trong năm 2000, Anand (Trắng) đã thắng Viktor Bologan (Đen). Sau đây là các nước đi của ván đó (do đại kiện tướng Ľubomír Ftáčnik phân tích):
1. e4 e5 2. Mf3 Mc6 3. Tb5 a6 4. Ta4 Mf6 5. O-O Te7 6. Xe1 b5 7. Tb3 d6 8. c3 O-O 9. h3 Mb8 10. d4 Mbd7 11. Mbd2 Tb7 12. Tc2 Xe8 13. Mf1 Tf8 14. Mg3 c5 15. d5 c4 16. Tg5 Hc7 17. Mf5 Vh8 18. g4 Mg8 19. Hd2 Mc5 20. Te3 Tc8 21. Mg3 Xb8 22. Vg2 a5 23. a3 Me7 24. Xh1 Mg6 25. g5! b4!? Anand tấn công mạnh ở cánh vua, nên Bologan tìm cách phản công bằng cách thí 1 tốt. 26. axb4 axb4 27. cxb4 Ma6 28. Xa4 Mf4+ 29. Txf4 exf4 30. Mh5 Hb6 31. Hxf4 Mxb4 32. Tb1 Tb7 33. Xa3 Xc7 34. Xd1 Ma6 35. Md4 Hxb2 36. Xg3 c3 (xem hình vẽ). 37. Mf6!! Xe5 Nếu 37...gxf6, 38. gxf6 h6 39. Xg7! Hd2! 40. Hh4 và trắng nắm chủ động. 38. g6! fxg6 39. Md7 Te7 40. Mxe5 dxe5 41. Hf7 h6 42. He8+ 1-0